# NGC 2194
NGC 2194 je otvoreni skup  u zviježđu Orionu. 

## Vanjske poveznice
- SEDS: NGC 2194